# Route nationale 433a
La route nationale française 433a ou RN 433a était une route nationale française, antenne de la RN 433 reliant la petite ville de Pont-de-Vaux (Bresse) à la RN 6 à hauteur de la commune de Fleurville en Haut-Mâconnais, sur la rive droite de la Saône. 
Sur le tracé de la route se situe le pont de Fleurville.
À la suite de la réforme de 1972, la RN 433a a été déclassée en RD 433a.